# Chaptalia
Chaptalia (укр. Шапталія) — рід багаторічних квіткових рослин, що входить в трибу Mutisieae до родини Айстрові (Asteraceae). Охоплює близько 60 видів.

## Назва

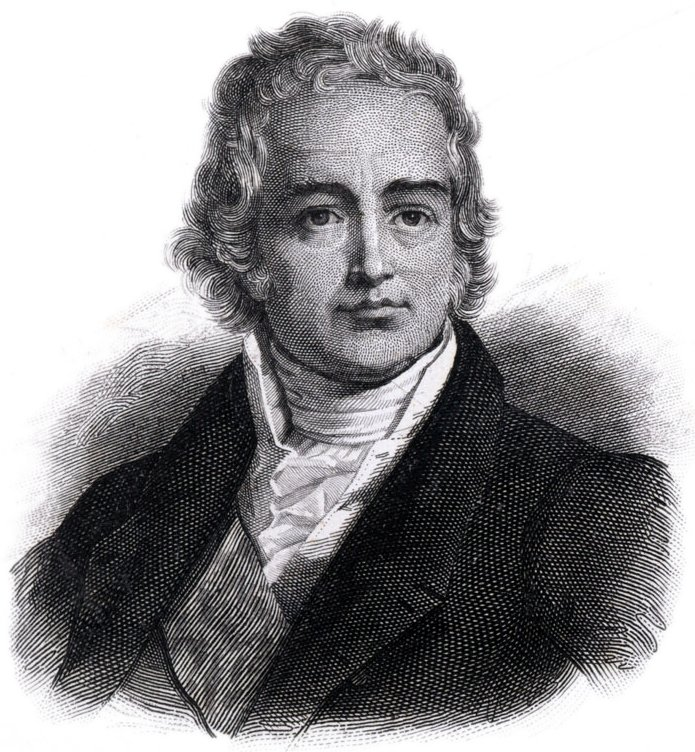
Жан-Антуан Шапталь

Рід Chaptalia був названий Етьєном П'єром Вантена на честь французького хіміка Жана-Антуана Шапталя (1756-1832), який вперше використав шапталізацію — метод підвищення вмісту алкоголю у вині.

## Ботанічний опис
Представники роду - багаторічні трав'янисті рослини. Листя зібрані в прикореневу розетку, на черешках або сидячі, прості або перисто-розсічені, зазвичай довгасто-яйцеподібної форми, з рівним або пилчастим краєм. Обидві поверхні листя сильно опушені, верхня поверхня з віком стає майже гладкою.
Квітки зібрані в одиночні, зазвичай прямостоячі кошики. Обгортка суцвіття дзвонової або циліндричної форми. Крайні квітки зазвичай двогубі, маточкові, язичкові, білуватого або бузкового кольору. Серединні квіти також маточкові, неясно двогубі. Центральні квітки тичинкові або обох статей, двогубі, рідше актиноморфні, з білуватим або рожевим віночком.
Плоди веретеноподібної форми, сплощені, ребристі, гладкі або покриті численними короткими волосками, з звичайно рожевим чубчиком.

## Ареал
Види Chaptalia виростають у Новому Світі — від Північної Америки на півночі, де зустрічаються лише три види, до Аргентини на півдні.

## Таксономія

### Синоніми
- Leria DC., 1812
- Lieberkuhna Cass., 1823
- Loxodon Cass., 1823
- Oxydon Less., 1830
- Thyrsanthema Neck. ex Kuntze, 1891

### Види
- Chaptalia albicans (Sw.) Vent. ex B.D.Jacks., 1893
- Chaptalia angustata Urb., 1912
- Chaptalia anisobasis S.F.Blake, 1935
- Chaptalia araneosa Casar., 1841
- Chaptalia arechavaletae Hieron., 1904
- Chaptalia azuensis Urb. & Ekman, 1931
- Chaptalia callacallensis Cuatrec., 1985
- Chaptalia chapadensis D.J.N.Hind, 2000
- Chaptalia cipoensis Roque, 2005
- Chaptalia comptonioides Britton & P.Wilson, 1920
- Chaptalia cordata Hieron., 1896
- Chaptalia cordifolia (Baker) Cabrera, 1973
- Chaptalia crassiuscula Urb., 1925
- Chaptalia crispata Urb. & Ekman, 1931
- Chaptalia dentata (L.) Cass., 1823
- Chaptalia denticellata Urb. & Ekman, 1931
- Chaptalia denticulata (Baker) Zardini, 1975
- Chaptalia dolichopoda Urb. & Ekman, 1931
- Chaptalia eggersii Urb., 1903
- Chaptalia ekmanii Urb., 1925
- Chaptalia estribensis G.L.Nesom, 1995
- Chaptalia exscapa (Pers.) Baker, 1884
- Chaptalia flavicans Urb. & Ekman, 1931
- Chaptalia graminifolia Cabrera, 1973
- Chaptalia hermogenis M.D.Moraes, 1998
- Chaptalia hidalgoensis L.Cabrera & G.L.Nesom, 2003
- Chaptalia hintonii Bullock, 1937
- Chaptalia hololeuca Greene, 1906
- Chaptalia ignota Burkart, 1932
- Chaptalia incana Cuatrec., 1961
- Chaptalia integerrima (Vell.) Burkart, 1944
- Chaptalia isernina Cuatrec., 1935
- Chaptalia latipes Urb. & Ekman, 1931
- Chaptalia leptophylla Urb., 1925
- Chaptalia lyratifolia Burkart, 1944
- Chaptalia madrensis G.L.Nesom, 1995
- Chaptalia malcabalensis Cuatrec., 1965
- Chaptalia mandonii Sch.Bip. ex Burkart, 1944
- Chaptalia martii (Baker) Zardini, 1975
- Chaptalia media (Griseb.) Urb., 1903
- Chaptalia membranacea Urb., 1903
- Chaptalia meridensis S.F.Blake, 1924
- Chaptalia modesta Burkart, 1932
- Chaptalia montana Britton, 1923
- Chaptalia mornicola Urb. & Ekman, 1931
- Chaptalia nipensis Urb., 1925
- Chaptalia nutans (L.) Polák, 1877
- Chaptalia oblonga D.Don, 1830
- Chaptalia paramensis Cuatrec., 1961
- Chaptalia piloselloides (Vahl) Baker, 1884
- Chaptalia pringlei Greene, 1906
- Chaptalia pumila (Sw.) Urb., 1903
- Chaptalia rocana Britton & P.Wilson, 1920
- Chaptalia rotundifolia D.Don, 1830
- Chaptalia runcinata Kunth, 1820
- Chaptalia semiflosculare (Walter) B.L.Rob., 1910
- Chaptalia shaferi Britton & P.Wilson, 1920
- Chaptalia similis R.E.Fr., 1905
- Chaptalia sinuata (Less.) Vent. ex Steud., 1840
- Chaptalia spathulata (D.Don) Hemsl., 1881
- Chaptalia stenocephala (Griseb.) Urb., 1903
- Chaptalia stuebelii Hieron., 1896
- Chaptalia texana Greene, 1906
- Chaptalia tomentosa Vent., 1802
- Chaptalia transiliens G.L.Nesom, 1984
- Chaptalia turquinensis Borhidi & O.Muñiz, 1972
- Chaptalia undulata Urb. & Ekman, 1931
- Chaptalia vegaensis Urb. & Ekman, 1931